# 特拉维斯·奈特
特拉维斯·奈特（英語：Travis Knight，1974年9月13日—），生于犹他州盐湖城，美国职业篮球运动员。他毕业于康涅狄格大学，在1996年NBA选秀中第一轮第29顺位被芝加哥公牛选中。身高213公分，司职中锋。

## NBA生涯
奈特在1996年至2003年在NBA联盟打了7个赛季的球，先后效力过洛杉矶湖人、波士顿凯尔特人和纽约尼克斯，在1999-00赛季奈特随湖人队夺得了NBA总冠军。
在他的NBA生涯中，共出场371场总共得到1,276分。他持有一项季后赛最快丧失比赛资格的纪录，在1999年西部联盟决赛第四场比赛中第一节第6分钟被罚出。